# Alexandre Olivier Exquemelin
Alexandre Olivier Exquemelin (auch Hessequemelain, John Esquemeling oder Oexmelin; * um 1645 in Honfleur; † um 1707) war der Autor der Autobiographie De Americaensche Zee-Roovers (deutsch: Die Amerikanischen Seeräuber).

## Herkunft
Alexander Exquemelin stammte wahrscheinlich aus der französischen Hafenstadt Honfleur. Er war vermutlich Hugenotte.
Als Schuldknecht der französischen Westindien-Kompagnie (WIC) wurde Exquemelin 1666 nach Tortuga gebracht. Die WIC verkaufte ihn nach drei Jahren an den Gouverneur, der ihn nach seinen Angaben schlecht behandelte und schließlich  an einen Chirurgen verkaufte. Dieser ließ ihn gegen eine zukünftige Zahlung vom 100 Thalern frei. Exquemelin schloss sich den Bukaniern an.
Danach wurde er Flibustier, heuerte bis 1672 unter verschiedenen Kaperkapitänen an, wahrscheinlich als Wundarzt und Chirurg. Er nahm unter anderem an der Eroberung der Stadt Panama durch den Piraten Henry Morgan teil. Exquemelin kehrte mindestens noch einmal in die Karibische See zurück. Bei einem Freibeuterangriff gegen Cartagena im Jahre 1697 erscheint sein Name auf der Musterrolle.
Nach seiner Rückkehr aus der Karibischen See ließ er sich in Holland nieder, möglicherweise weil er Hugenotte war, eine Glaubensgemeinschaft, die in Frankreich verfolgt wurde (Edikt von Nantes bzw. Edikt von Fontainebleau). In den Gemeindeakten von St. Germain-des-Près, einer katholischen Kirche in Paris, tauchte sein Name 1684 als „le Sieur Alexandre Olivier Hessequemelain, chyrurgyen de son estat“ auf.

## Bedeutung

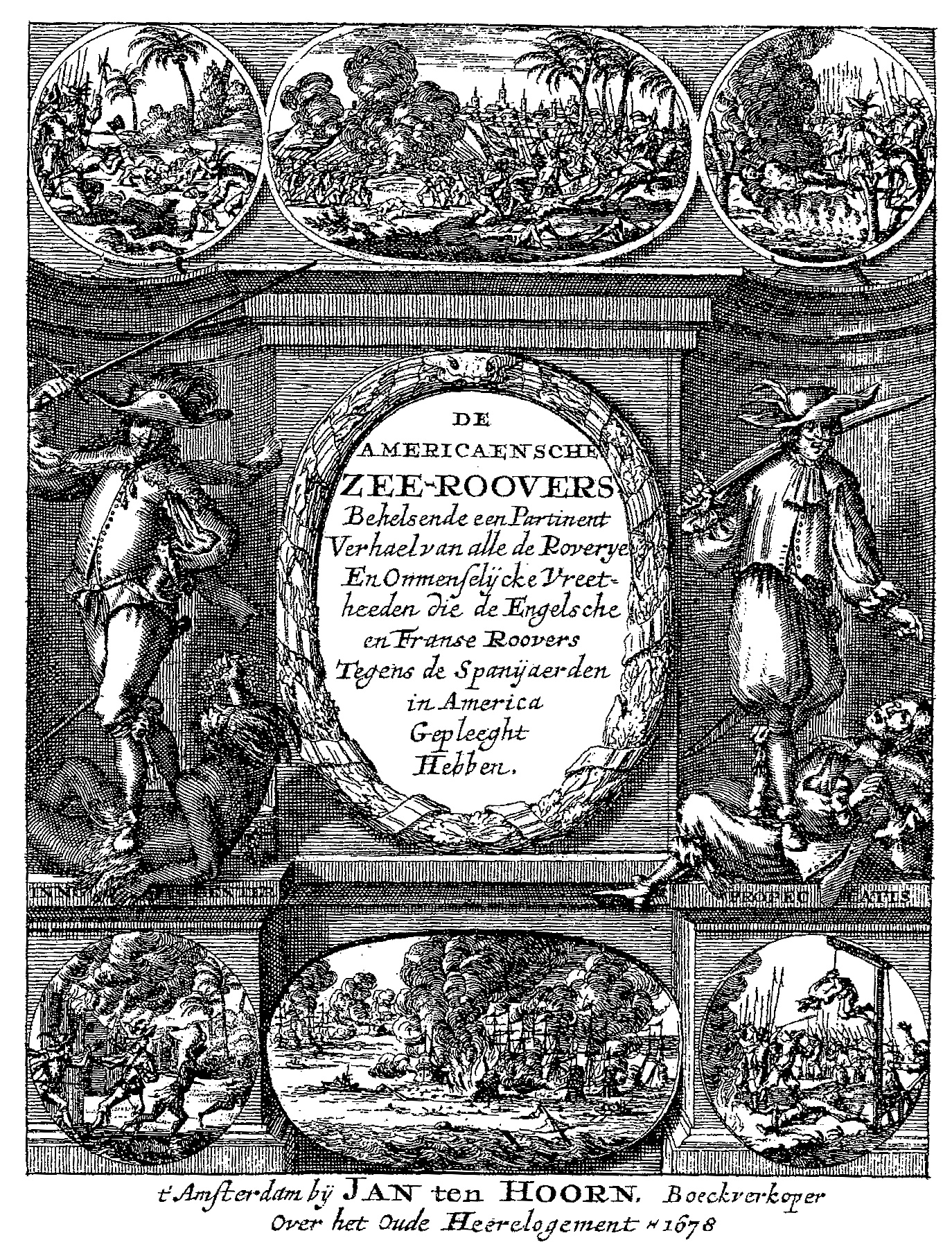
Titelseite der Erstausgabe De Americaensche Zee-Roovers (1678)

Exquemelin diente bis 1672 unter verschiedenen Kaperkapitänen an und berichtete somit aus erster Hand, unter anderem von den Sitten der Bukanier und der Eroberung der Stadt Panama durch den Piraten Henry Morgan.
Alexandre Exquemelin veröffentlichte unter dem Titel „De Americaensche Zee-Roovers. Behelsende een pertinente en waerachtige Beschrijving van alle de voornaemste rovereyen, en onmenschelijcke wreedheden, die de Engelse en Franse Rovers, tegens de Spanjaerden in America, gepleegt hebben“ einen Bericht über sein Leben unter Seeräubern. Das Buch erschien 1678 bei dem niederländischen Drucker und Buchhändler Jan ten Hoorn in Amsterdam. Exquemelins Bericht ist eine der bedeutendsten Quellen zum Piratenwesen des 17. Jahrhunderts, vergleichbar mit Charles Johnsons Publikation A General History of the Robberies and Murders of the most notorious Pyrates (1724). De Americaensche Zee-Roovers wurde nach der ersten Publikation schnell zum Bestseller und ist bis heute in zahlreichen Ausgaben in allen europäischen Sprachen erschienen.
Die erste deutschsprachige Ausgabe erschien 1679 bei Christoph Riegels in Nürnberg unter dem Titel Die Americanische See-Räuber. Im Jahr 1681 erschien in Köln die erste spanische Ausgabe Los Piratas de America. Im Jahr 1684 erschienen bei William Crook und Thomas Malthus in London die ersten beiden englischen Ausgaben, die auf der spanischen bzw. der deutschen Übersetzung beruhten. In Paris erschien 1686 mit Histoire des Adventuriers eine erweiterte französische Edition. Eine moderne deutsche Ausgabe trägt den Titel Das Piratenbuch von 1678 – Die Amerikanischen Seeräuber.

## Ausgaben
- De Americaensche Zee-Roovers Die holländische Originalausgabe von 1678 im Volltext bei Gallica.
- Die americanische see-räuber Deutsche Übersetzung von 1679 bei der Library of Congress.
- The History of the Buccaneers of America Englische Ausgabe von 1856 (Digitalisat)
- Das Piratenbuch von 1678. (Nach alten Übersetzungen des Buches Die Amerikanischen Seeräuber neu bearbeitet von Reinhard Federmann.) Erdmann, Tübingen 1968.
- Terry Breverton (Hrsg.): Das Piratentagebuch. Aus dem abenteuerlichen Leben des größten Freibeuters der Karibik Alexander Exquemelin. National Geographic Deutschland, Hamburg 2009, ISBN 978-3-86690-098-1.